# Mackinaw City
Mackinaw City is een plaats (village) in de Amerikaanse staat Michigan, en valt bestuurlijk gezien onder Cheboygan County en Emmet County.

## Demografie
Bij de volkstelling in 2000 werd het aantal inwoners vastgesteld op 859.
In 2006 is het aantal inwoners door het United States Census Bureau geschat op 856, een daling van 3 (-0.3%).

## Geografie
Volgens het United States Census Bureau beslaat de plaats een oppervlakte van
19,6 km², waarvan 8,7 km² land en 10,9 km² water.

## Plaatsen in de nabije omgeving
De onderstaande figuur toont nabijgelegen plaatsen in een straal van 36 km rond Mackinaw City.